# Tootsie
Tootsie is een Amerikaanse komische film uit 1982. De hoofdrollen worden gespeeld door Dustin Hoffman en Jessica Lange, die een Oscar voor haar rol won. Ook Bill Murray, Geena Davis en Teri Garr spelen mee in de film. Voor Geena Davis was dit haar filmdebuut. Tootsie werd geregisseerd door Sydney Pollack, die tevens in de film te zien is in de rol van George Fields.
Tootsie was 13 weken lang de populairste film in de Amerikaanse bioscopen. De film bracht 177,2 miljoen dollar in het laatje, een veelvoud van het budget van 21 miljoen dollar.
In 1998 besloot de Amerikaanse Library of Congress dat de film genoeg culturele waarde heeft om in aanmerking te komen voor archivering door het National Film Registry. In een lijst van de 100 beste Amerikaanse films (samengesteld in 1998 door het American Film Institute) staat Tootsie op de 62e plaats.
In 2007 kwam een 25th Anniversary Edition van de film uit op dvd. Deze omvat ook een achter-de-schermendocumentaire.

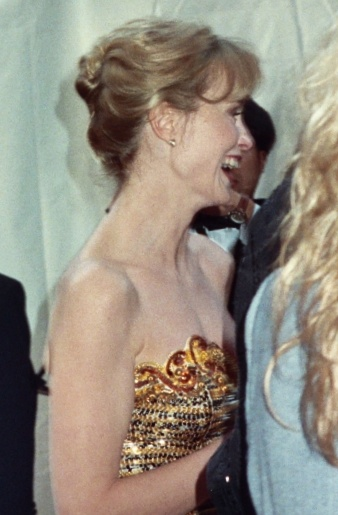
Jessica Lange
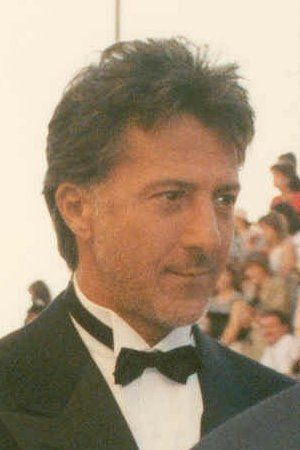
Dustin Hoffman

## Verhaal

### Synopsis
In New York lukt het werkeloze acteur Michael Dorsey (Dustin Hoffman) maar niet om een rol te krijgen. Uiteindelijk vermomt hij zich als vrouw om als Dorothy Michaels een vrouwelijke rol te krijgen in een populaire, dagelijks uitgezonden soapserie, Southwest General (een parodie op General Hospital). Hij krijgt de rol en wordt een televisiester. Dan wordt hij verliefd op Julie Nichols (Jessica Lange), een van zijn vrouwelijke medespelers.

### Gedetailleerd plot
Michael Dorsey (Dustin Hoffman) is een talentvolle acteur van bijna veertig jaar. Hij vindt echter geen werk omdat de meesten niet meer met hem willen samenwerken. En als hij dan nog eens een rol heeft, wordt hij meestal na enige tijd ontslagen. De reden hiervan is dat Michael te veeleisend is, te veel aandacht legt op details en steeds in de clinch komt te liggen met de regisseur en andere acteurs. Zo werd hij ooit ontslagen tijdens de opnames van een reclamespot over tomaten omdat "een zittende tomaat" volgens hem te onlogisch was. Uit noodzaak werkt Michael in een plaatselijk restaurant en geeft hij 's avonds acteerlessen aan volwassenen. Daarnaast hoopt hij weldra terug te scoren als acteur in een stuk dat wordt geproduceerd door zijn beste vriend Jeff.
Tijdens zijn verjaardagsfeestje leert hij Sandy, een van zijn leerlingen, beter kennen. Zij wil auditie doen voor een nieuwe, tijdelijke rol in de soap "Southwest General" waarvoor de producenten geen geschikte actrice vinden. Omdat dit haar eerste auditie is, vraagt ze Michael of hij niet wil meegaan om haar te steunen. Michael stemt toe, maar desondanks blijkt Sandy evenmin het gezochte type te zijn.
Omdat Michaels agent, George Fields, na vier maanden nog steeds geen nieuwe opdracht heeft, besluit Michael om zich te verkleden als vrouw en auditie te doen voor de rol in "Southwest General". Hij schrijft zich in onder de naam "Dorothy Michaels". Wanneer de producenten Dorothy melden dat ze niet voldoet aan het gezochte type, spelt zij hen de les: "de producenten zoeken voor de vrouwenrollen allemaal sexy dames die ze vervolgens een rol geven van "het domme sletje", terwijl er zoveel talentvolle, minder mooie dames zijn waarvoor er ook rollen kunnen worden gemaakt". Dit heeft bij zowel de producenten als de filmploeg zulke indruk achtergelaten dat ze de rol krijgt.
Omdat Michael niet voldoende vrouwenkleren heeft, wil hij er enkele "lenen/stelen" bij Sandy. Wanneer hij halfnaakt in haar kamer staat, komt Sandy plots binnen. Michael wil haar niet vertellen dat hij de rol heeft omdat Sandy zelfmoordneigingen heeft. Als uitvlucht verklaart hij Sandy dat hij verliefd op haar is. Sandy gelooft hem en ze starten een relatie, hoewel Michael totaal niet geïnteresseerd is in haar.
Op de set maakt Michael kennis met Julie Nichols. Zij speelt de rol van de sexy en domme verpleegster die in de serie al met zowat iedereen in bed heeft gelegen. In het echte leven is ze een alleenstaande moeder met een kind van enkele maanden oud. Ze heeft nu een relatie met Ron Carlisle, de seksistische regisseur van de soap. Michael wil (als man) indruk maken op Julie, maar zij negeert hem volledig. Anderzijds vindt Julie dat Dorothy een fijne vrouw is en de twee worden vriendinnen.
Dorothy wordt in snelle tijd geliefd bij de kijkers van de show. Ze is een harde dame die zegt wat ze denkt. Haar personage is echter zo niet bepaald. Michael/Dorothy houdt zich namelijk niet aan zijn/haar tekst wanneer het hem/haar niet aanstaat en verandert deze dan. De producenten vinden haar wijzigingen briljant en behouden deze ook. Dit tot groot ongenoegen van acteur John Van Horn die zelf niet kan improviseren, meer nog: hij kan zijn tekst nooit onthouden en moet deze steeds aflezen van een autocue. Hij kan dus nooit antwoorden op de gewijzigde tekst van Dorothy. Anderzijds heeft hij wel bewondering voor Dorothy en wordt hij verliefd op haar.
Op een dag nodigt Julie Dorothy uit om voor enkele dagen op bezoek te gaan bij haar vader die al enige tijd weduwnaar is. Uiteindelijk stemt Dorothy in. Het wordt een fijne uitstap, maar Julies vader wordt ook verliefd op Dorothy. Later doet hij haar zelfs een huwelijksaanzoek, maar Dorothy vraagt bedenktijd.
Wanneer Julie met haar vriend naar een feestje moet, vraagt ze aan Dorothy of zij wil oppas wil zijn. Na het feest blijkt Julie over haar toeren te zijn en is ze van mening dat ze haar relatie met Ron moet stoppen. Michael vergeet even dat hij Dorothy is en wil Julie een mondkus geven. Julie beseft dan waarom Dorothy niet was ingegaan op het huwelijksvoorstel van haar vader: zij is een lesbienne. Julie zegt dat Dorothy een goede vriendin is, maar dat het daar ook bij blijft.
Omdat de geëmancipeerde Dorothy een kijkcijferkanon is, beslissen de producenten om haar contract met een jaar te verlengen. Michael zelf ziet dit niet zitten, maar kan niets anders dan bij te tekenen. In het tijdelijke contract stond een clausule dat verlenging mogelijk was. Hij wil geen contractbreuk plegen.
Wanneer een opnameband wordt vernietigd, beslissen de producenten dat de acteurs de hele aflevering opnieuw spelen terwijl deze rechtstreeks wordt uitgezonden. Tijdens die uitzending wordt hulde gebracht aan het personage dat Dorothy speelt. Dan krijgt Michael plots een ingeving en verandert hij tijdens de uitzending het scenario. Haar personage verklaart dat zij niet degene is waarvoor ze wordt aangenomen, maar dat wraak komt nemen op het ziekenhuispersoneel omwille van een incident dat zich eerder in de reeks afspeelde. Daarop doet Michael zijn pruik, nep-wimpers en dergelijke af en zegt dat hij de tweelingbroer is van Dorothy.
Door deze wijziging in het scenario is de verhaallijn afgelopen en wordt Michael ontslagen. Julie en Sally zijn razend en willen niets meer met hem te maken hebben. Enkele weken later ontmoet Michael Julie terug aan de studio. Hij verklaart dat hij bij Julie als vrouw een beter man was, dan hij ooit bij een vrouw was als man. Daarop vergeeft Julie hem en gaan ze samen iets eten.

## Rolverdeling
| Acteur          | Personage                         |
| --------------- | --------------------------------- |
| Dustin Hoffman  | Michael Dorsey / Dorothy Michaels |
| Jessica Lange   | Julie Nichols                     |
| Teri Garr       | Sandy Lester                      |
| Dabney Coleman  | Ron Carlisle                      |
| Charles Durning | Leslie "Les" Nichols              |
| Bill Murray     | Jeff Slater                       |
| Sydney Pollack  | George Fields                     |
| George Gaynes   | John Van Horn                     |
| Geena Davis     | April Page                        |
| Doris Belack    | Rita Marshall                     |
| Lynne Thigpen   | Jo                                |

## Prijzen
De film werd 10 keer genomineerd voor een Oscar en won er een. Jessica Lange kreeg voor haar rol in Tootsie in 1982 de Oscar voor beste vrouwelijke bijrol. De film werd genomineerd voor negen andere Oscars, waaronder beste film, beste mannelijke hoofdrol en beste regisseur. Het themanummer van de film, It Might Be You van Stephen Bishop, werd ook genomineerd voor een Oscar en stond in 1983 acht weken in de top 40 in de Verenigde Staten.
Naast de Oscar won de film drie Golden Globes: voor beste acteur in de categorie komedie of musicalfilm (Hoffman), voor beste vrouwelijke bijrol (Lange) en voor beste film in de categorie komedie of musicalfilm. De film ging ook naar huis met de BAFTA's voor beste acteur (Hoffman) en beste grime.

### Oscarnominaties
- Beste film
- Beste mannelijke hoofdrol: Dustin Hoffman
- Beste vrouwelijke bijrol: Teri Garr
- Beste vrouwelijke bijrol: Jessica Lange (gewonnen)
- Beste regie: Sydney Pollack
- Beste originele scenario
- Beste originele nummer: It Might Be You
- Beste geluid
- Beste camerawerk
- Beste montage